# Ernest Hello
Ernest Hello, také Arnošt Hello [eló] (4. listopadu 1828, Lorient – 14. července 1885 tamtéž) byl francouzský katolický spisovatel, překladatel a filosof. Jeho díla inspirovala Josefa Floriana.

## Život a působení
Narodil se v bretaňském Lorientu v rodině významného právníka a studoval práva v Rennes a v Paříži na Lyceu Ludvíka Velikého. Ačkoli absolvoval s vyznamenáním, k povolání měl mravní výhrady a nikdy je nevykonával. Ovlivněn spisovatelem J. Barbey d'Aurevilly působil jako spisovatel a publicista, kritik soudobého ateismu a obránce katolického křesťanství. V letech 1859–1861 vydával katolický deník Le Croisé ("Křižák"), později se věnoval také mystice a překládal dílo J. Ruisbroeka a Angely da Foligno. Celý život trpěl chorobou páteře, což podle některých ovlivnilo melancholickou náladu jeho spisů.

## Dílo
Hellovy spisy jsou psány s velkým nadšením i satirickým ostnem, mají vysokou literární úroveň a řada z nich je i myšlenkově originální, takže byly hojně překládány. Měly velký vliv na Léona Bloy a řadu dalších. V českém prostředí inspirovaly Josefa Floriana, který je překládal a vydával. Hlavní spisy:
- Renan, l'Allemagne et l'Athéisme du 19. siecle. Paris 1958 ("Renan, Německo a ateismus 19. století" Praha: Universum 1948)
- L’homme. Paris 1872 ("Člověk", Stará Říše 1909)
- Physionomies de saints. Paris 1875 ("Podobizny svatých", Praha: L. Kuncíř 1938)
- Paroles de Dieu. Réflexions sur quelques textes sacrés. Paris 1877. ("Slova Boží: úvahy o některých textech Písma svatého". Stará Říše 1915)
- Contes extraordinaires. Paris 1879 (česky "Divné příběhy", Praha 1920)
- Philosophie et athéisme. Paris 1888